# 马里亚诺·梅尔加雷霍
曼努埃尔·马里亚诺·梅尔加雷霍·巴伦西亚（西班牙語：Manuel Mariano Melgarejo Valencia，1820年4月13日—1871年11月23日）是玻利维亚独裁者、第18任总统。

## 生平
马里亚诺出生于科恰班巴，其父母分别为西班牙裔玻利维亚人与克丘亚印第安人。
他于1864年12月28日就任玻利维亚总统。其在任内残酷镇压反对派，并侵犯该国人民的权益。1871年1月15日，他被军队将领奥古斯丁·莫拉莱斯推翻，逃往秘鲁利馬，同年11月23日，遭暗杀身亡。